# Nissan R381

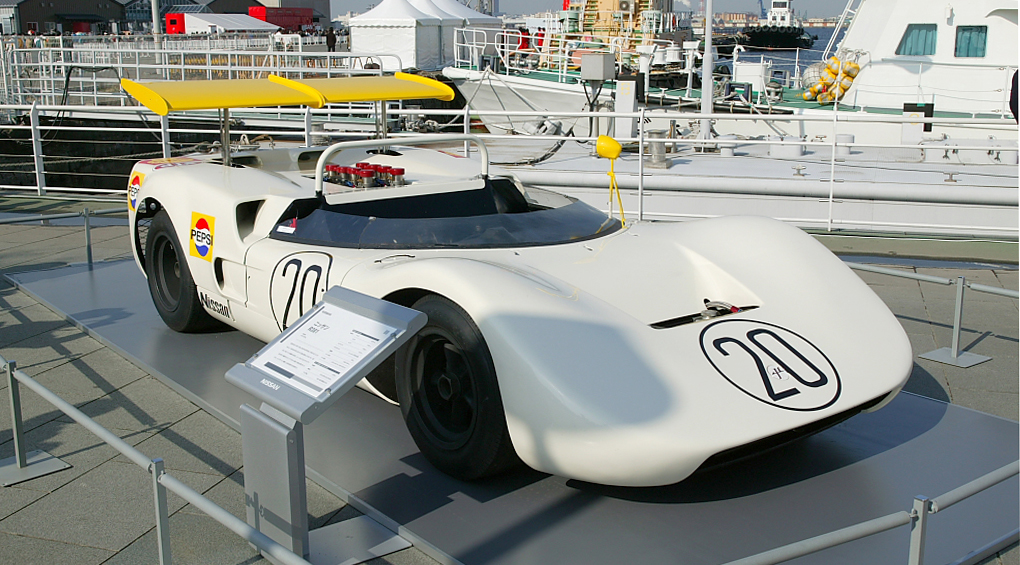

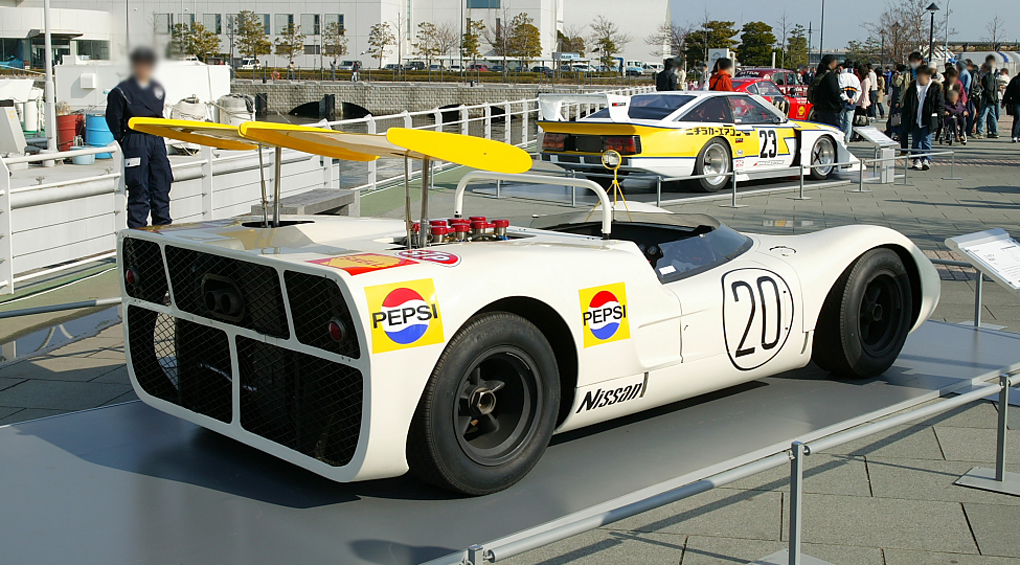

O R381 era um carro de corrida desenvolvido pela Nissan. Foi criado em 1968 para competir no Grande Prêmio do Japão. Foi o sucessor do Nissan R380.